# タリム油田
タリム油田（タリムゆでん、塔里木油田）とは、中華人民共和国・新疆ウイグル自治区のタリム盆地に点在する油田群、ガス田群の総称。対象とする面積が広いこと、油田群同士の規模が大きいこと、その他の理由から、近い将来には総称としての「タリム油田」ではなく、個別の油田が個別の名前で、それぞれ語られるとも考えられる。

## 歴史
中国国内の石油事情の逼迫から、1980年代後半から探査が本格的に開始された。確認埋蔵量は原油で60億トン、天然ガスで8兆立方メートルとされているが、油田地帯がばらばらで地質構造も極めて複雑であることから、ブレは大きいものと考えられている。
油田がある地域は、都市から何日も砂漠の悪路を乗り越えて進む極めて劣悪な場所である。インフラストラクチャーは全くと言ってよいほど整備されていなかったこと、イスラム教徒の独立運動などのカントリーリスクも高いこと、その他の理由から、外国資本（石油メジャー）などが食指を動かしつつも、見切りを付けて撤退する企業も多かった。それでも中国政府は国内事情から、西部大開発プロジェクトや西気東輸プロジェクトなどにより開発を促進した。1990年代後半からパイプライン輸送道路などを次々と完成させ、開発に力を入れ続けている。

## 開発状況
油田開発の主体となっている中国石油天然気は、2006年までの天然ガスの総生産量が100億立方メートルに達していることを明らかにしている。中国石油天然気は、2007年以降、9つの鉱区で生産分与契約方式（探鉱と採掘は外国資本により行うが、生産物の権益の最大51%を中国石油天然気側が保有する契約）にて外国資本との共同開発を行うことを発表している。